# Boduny
Boduny (ros. Бодуны) – wieś (ros. деревня, trb. dieriewnia) w zachodniej Rosji, w osiedlu wiejskim Gusinskoje rejonu krasninskiego w obwodzie smoleńskim.

## Geografia
Miejscowość położona jest nad Dnieprem, 0,5 km od przystanku kolejowym 471 km i 0,7 km od drogi magistralnej M1 «Białoruś», 5,5 km od centrum administracyjnego osiedla wiejskiego (dieriewnia Gusino), 19 km od centrum administracyjnego rejonu (Krasnyj), 50 km od Smoleńska.
W granicach miejscowości znajdują się ulice: Nabierieżnaja, Władimirskaja.

## Demografia
W 2010 r. miejscowość zamieszkiwało 31 osób.